# Полидамна
Полида́мна (др.-греч. Πολύδαμνα) — в греческой мифологии египтянка, знавшая секреты снадобий, супруга Тона (или Фона, Фоона), царя Нижнего Египта. Является одним из персонажей «Одиссеи» Гомера. Известно, что Полидамна подарила жене легендарного Менелая Елене Прекрасной непенф — траву забвения, лекарство, способное унять горе, гнев и позволить забыть все болезненные воспоминания.

## Мифология
Когда Менелай возвращался из Трои, ему довелось пережить множество испытаний. Сначала в пути Аполлон поразил стрелой его кормчего Фронтиса, затем близ берегов Лаконии Зевс наслал сильнейшую бурю. Часть кораблей разбились о скалы, и лишь чудом удалось спастись путешественникам. Остальные суда, на которых находился и Менелай, долго носились по морю и, наконец, достигли берегов Египта. Семь лет скитался Менелай среди чужих народов, побывал в разных странах, в том числе на Кипре, в Финикии и далёкой Ливии. Много богатых даров он получил, огромные собрал богатства. В Египте же Полидамна, жена царя Тона (или Фона), поднесла прекрасной Елене чудесное лекарство, приготовленное из сока волшебного растения; тот, кто это снадобье принимал, забывал даже самое тяжёлое горе.

## Этимология
Имя Полидамна состоит из двух греческих слов: "πολύς" означает «многочисленный», "δαμνάω" или "δάμνημι" — приручать, укрощать. Его этимология раскрывает силу женщины — той, которая многих приручает, укрощает. Это имя также может быть связано с образом Потнии Ферон (Госпожи зверей (др.-греч. Ἡ Πότνια Θηρῶν)) — архаической богини, любительницы диких животных, которая, подобно Кирке (Цирцеи), живёт в окружении приручённых диких зверей:

«Скоро они за горами увидели крепкий Цирцеин

Дом, сгроможденный из тёсаных камней на месте открытом.

Около дома толпилися горные львы и лесные

Волки: питьём очарованным их укротила Цирцея.

Вместо того, чтоб напасть на пришельцев, они подбежали

К ним миролюбив и, их окруживши, махали хвостами.

Как к своему господину, хвостами махая, собаки

Ластятся — им же всегда он приносит остатки обеда, —

Так остролапые львы и шершавые волки к пришельцам

Ластились. Их появленьем они, приведённые в ужас,

К дому прекраснокудрявой богини Цирцеи поспешно

Все устремились».
Гомер. «Одиссея». Х: 210—221.

## Появление в «Одиссее»
В «Одиссее» Гомер упоминает имя Полидамны в IV песне, когда Елена, дабы успокоить гостей и приступить их тягостные воспоминания, подливает им в чаши чудодейственное зелье:

«Умная мысль пробудилась тогда в благородной Елене:

В чаши она круговые подлить вознамерилась соку,

Гореусладного, миротворящего, сердцу забвенье

Бедствий дающего; тот, кто вина выпивал с благотворным

Слитого соком, был весел весь день и не мог бы заплакать,

Если б и мать и отца неожиданной смертью утратил,

Если б нечаянно брата лишился иль милого сына,

Вдруг пред очами его поражённого бранною медью.

Диева светлая дочь обладала тем соком чудесным;

Щедро в Египте её Полидамна, супруга Фоона,

Им наделила; земля там богатообильная много

Злаков рождает и добрых, целебных, и злых, ядовитых;

Каждый в народе там врач, превышающий знаньем глубоким

Прочих людей, поелику там все из Пеанова рода.

Соку в вино подмешав и вино разнести повелевши,

Стала царица Елена беседовать снова с гостями…»

Гомер. «Одиссея». IV: 219—234.
Из этого отрывка мы также узнаём, что Полидамна — жительница Египта, страны, которую в античные времена принято было считать землёй магии и чародейства.